# Miliția

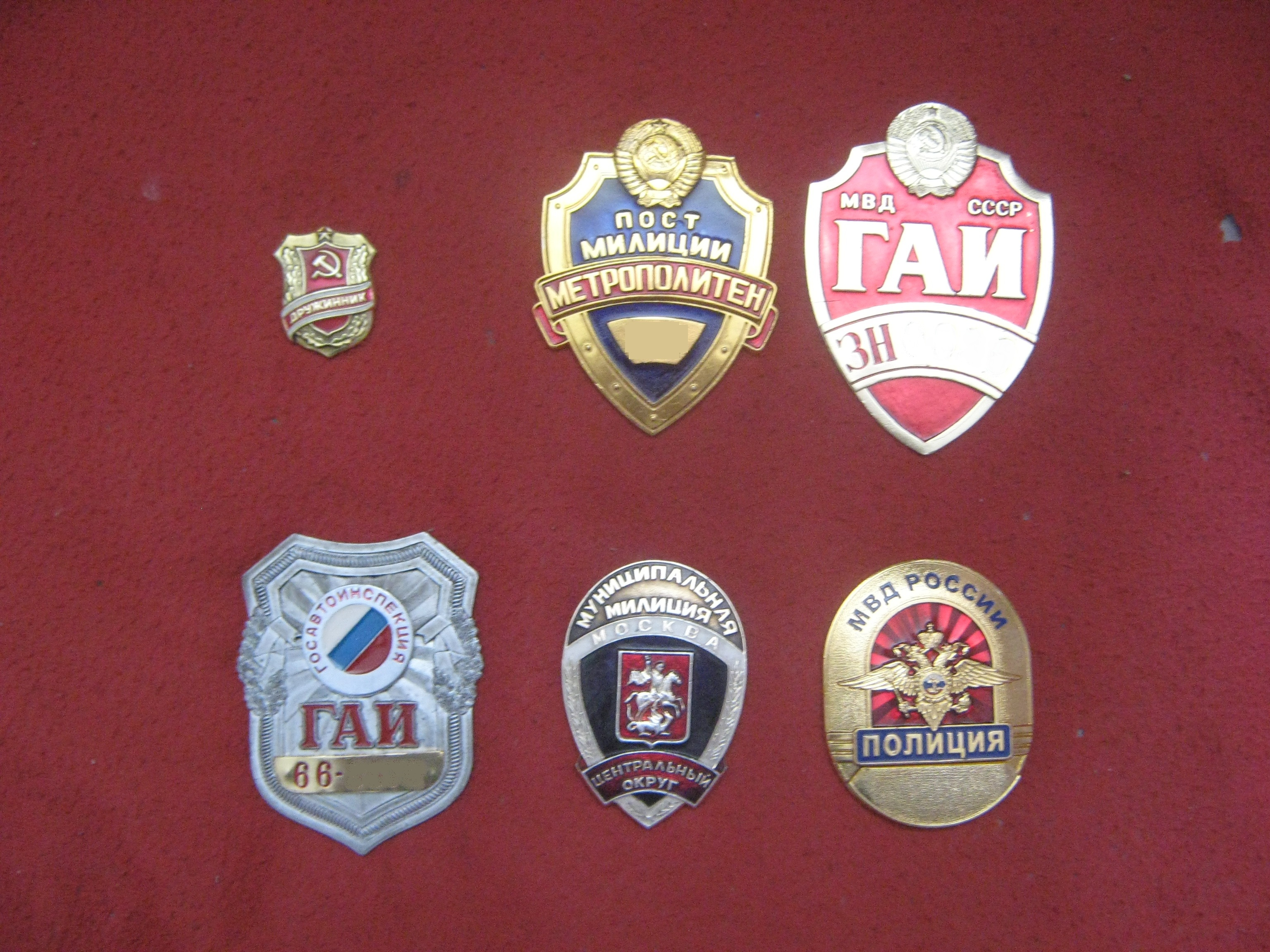
Insigne sovietice și rusești de miliție și de poliție.

Miliția (în limbile rusă: мили́ция; ucraineană: мiлiцiя; poloneză: milicja; română: miliția; nu trebuie confundată cu "miliție – grup de cetățeni organizați pentru a asigura servicii paramilitare") a fost numele generic al poliției din Uniunea Sovietică și din alte câteva state comuniste. Este folosit și azi ca nume oficial al poliției în unele state membre ale CSI. Datorită istoriei termenului cât și caracteristicilor locale speciale, "miliția" poate fi considerată ca sistem regional  special polițienesc, ceea ce o deosebește într-o oarecare măsură de "poliția" din alte țări. Forțele miliției din statele postsovietice împart aceleași tradiții, tactici și metode, dar diferențele dintre ele cresc în timp. 

## Numele și statutul miliției
Noua forța polițienească a apărut odată cu începutul istoriei sovietice, bolșevicii intenționând să asocieze noua forță polițienească a regimului cu organizarea autonomă a populației pentru impunerea legii, în scopul politic de a o deosebi de „poliția cu caracter burghez”. Numele original al miliției a fost Miliția muncitorilor și țăranilor și a fost creată în 1917.  Mai târziu a fost alipită de Ministerul Afacerilor Interne, în limba rusă: МВД, MVD; și ucraineană: МВС, MVS, nume care deja nu s-au păstrat până azi în cele două țări. Numele miliția se păstrează în Republica Belarus (în limba belarusă міліцыя). Departamentele locale ale miliției a fost numite secții ale afacerilor interne ale orașului, raionului, oblastului (regiunii), etc.